# Islas Chafarinas
Islas Chafarinas (arab. Ya’fariyya, berb. Takfarinas) – grupa trzech wysp położonych na Morzu Śródziemnym, administracyjnie pozostających w posiadaniu Hiszpanii. Położone są one 48 km na wschód od Melilli oraz 4 km od marokańskiego miasta Ra'su l-Ma'. Na wyspach stacjonuje hiszpański garnizon wojskowy.
Wyspy mają łączną powierzchnię 0,525 km².
W skład archipelagu wchodzą następujące wyspy:
- Isla Congreso: 0,256 km²
- Isla Isabel II: 0,153 km²
- Isla del Rey: 0,116 km²

oraz kilkadziesiąt mniejszych, niezamieszkanych wysepek. Wyspy są przedmiotem roszczeń terytorialnych Maroka.

## Geografia
Archipelag składa się z trzech wysp pochodzenia wulkanicznego, Kongresu, Izabeli II i Króla Franciszka. Oddzielone są od Afryki płytkim (10-15 m) fragmentem szelfu kontynentalnego. Na jego głębokość wpływają osady nanoszone z delty rzeki Muluja w pobliżu granicy z Algierią. Największa jest zachodnia wyspa Isla Congreso z najwyższym punktem Cerro Nido de las Aguilas wznoszącym się na wysokość 137 m n.p.m. Dwie pozostałe wyspy są zdecydowanie niższe, znajdująca się pośrodku Isla Isabel II osiąga 35 m n.p.m., a oddalona od niej o 175 m Isla del Rey jest najmniejsza i najniższa (31 m n.p.m.) z wszystkich trzech. Na wyspach nie ma ludności cywilnej. Na Isla Isabel znajduje się mały, 30-osobowy garnizon wojskowy oraz personel Ministerstwa Środowiska.

## Historia
Te przybrzeżne wyspy były niezamieszkane i niczyje w momencie, gdy rząd francuski w 1848 r. podjął decyzję o ich zajęciu w celu pilnowaniu plemion żyjących w strefie przygranicznej między Marokiem a Algierią Francuską. Mała wyprawa pod dowództwem pułkownika Mac-Mahona (przyszłego marszałka Mac-Mahona) opuściła Oran drogą morską i lądową w styczniu 1848 roku, aby przejąć wyspy. Hiszpania, która również pożądała wysp, została ostrzeżona przez swojego konsula w Oranie i szybko wysłała okręt wojenny na wyspy z Malagi. Kiedy przybyli Francuzi, Hiszpanie przejęli już wyspy w imieniu Królowej Izabeli II.

## Klimat
- Średnia temperatura roczna: 19,5 °C
- Temperatura maksymalna: 41,1 °C (średnia 23,3 °C)
- Temperatura minimalna: 5,2 °C (średnia 16,5 °C)
- Średnia roczna wilgotność: 76,9%
- Średnie roczne ciśnienie atmosferyczne: 1.017,8 mm Hg
- Średnie roczne opady deszczu: 297,2 mm

## Flora i Fauna

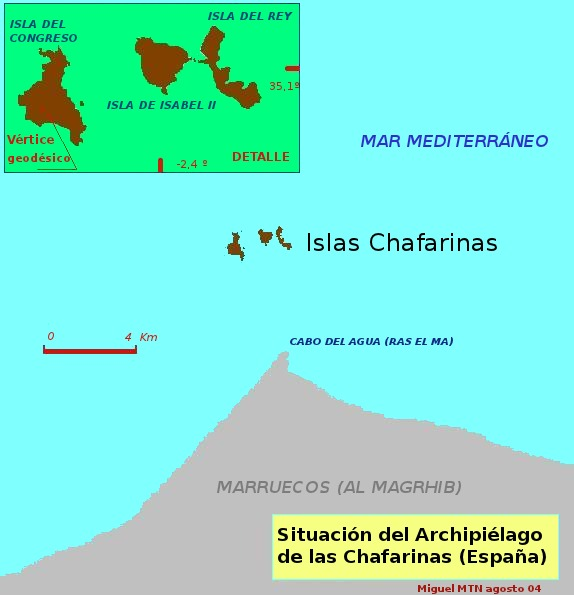
Mapa Wysp Chafarinas

Biorąc pod uwagę wielkość wysp bogactwo flory i fauny jest bardzo duże. Na wyspach znajdziemy ponad 180 gatunków roślin w tym 15 endemitów dla Afryki Północnej.
Jeśli chodzi o zwierzęta to wyróżniamy: 12 gatunków gadów (1 endemit), 90 gatunków ptaków, 153 gatunki bezkręgowców(11 ślimaków, 74 pająki i 56 chrząszczy). Środowisko morskie to 64 gatunki glonów, 26 szkarłupni, 150 robaków i 60 gatunków ryb.
Znajdziemy tam aż 9 z 11 hiszpańskich zagrożonych wymarciem bezkręgowców, w tym Patella ferruginea. Znajduje się też tam druga co do wielkości kolonia mewy śródziemnomorskiej. W 1989 roku obszar Chaffarinas uznano jako OSO, a w 2006 jako Obszar mający znaczenie dla Wspólnoty w sieci Natura 2000.

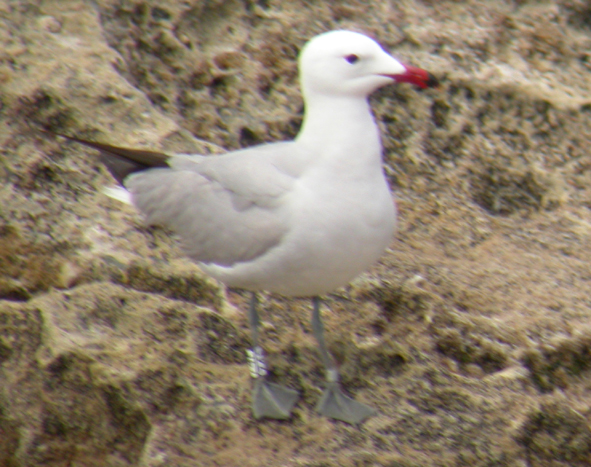
Mewa śródziemnomorska

## Zabytki
Na Islas Chafarinas zachowało się wiele interesujących zabytków:
- Kościół Niepokalanego Poczęcia NMP zbudowany w XIX w. w stylu klasycznym
- wieża strażnicza również z XIX w. nazywana Wieżą podbojów
- Latarnia morska z początku XX w.
- na wyspie Congreso znajduje się neolityczna wioska Zafrin z V tys. p.n.e., ekspoloatowana przez archeologów od 2000 roku